# Blocus du Yémen

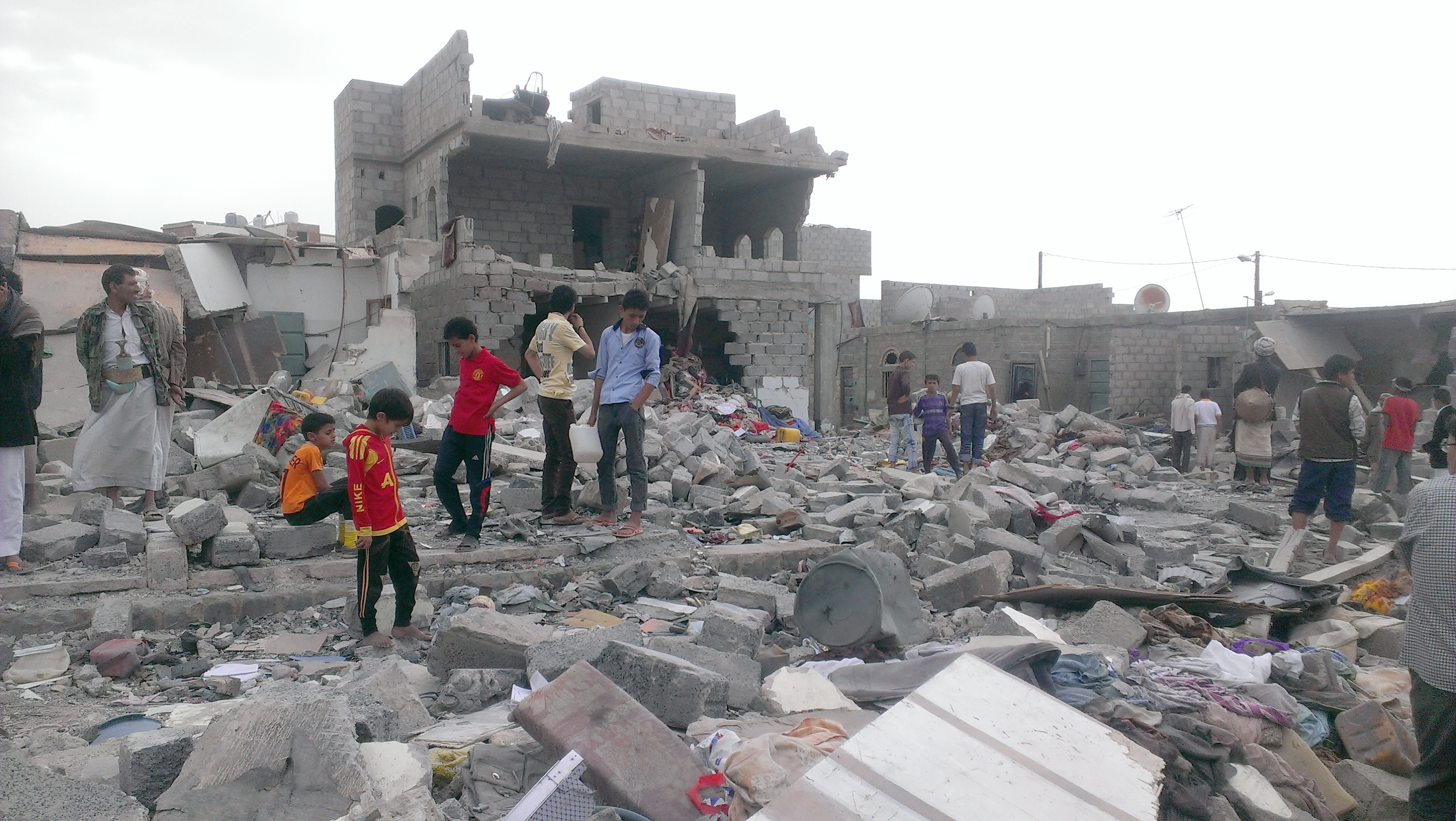
La capitale yéménite Sanaa après les frappes aériennes le 9 octobre 2015.

Le blocus du Yémen fait référence à un blocus maritime, terrestre et aérien contre le Yémen qui a commencé avec le positionnement de navires de guerre saoudiens dans les eaux yéménites en 2015 avec l'intervention dirigée par l'Arabie saoudite au Yémen. En novembre 2017, après l’interception d’un missile des Houthis se dirigeant vers l'aéroport international du roi Khaled, la coalition militaire dirigée par l’Arabie saoudite déclare fermer tous les ports maritimes, terrestres et aériens au Yémen, avant de changer de position après avoir fait face à de nombreuses critiques des Nations Unies et plus de 20 groupes humanitaires, certaines fournitures humanitaires étant autorisées à entrer dans le pays. En mars 2021, l’Arabie saoudite nie la poursuite du blocus, mais les navires autorisés par l’ONU continueront d’être retardés par les navires de guerre saoudiens.
Le blocus contribue à la famine actuelle au Yémen, qui, selon les Nations unies, peut devenir la famine la plus meurtrière depuis des décennies,. En 2017 selon l'Organisation mondiale de la santé, le nombre de personnes suspectées de choléra au Yémen atteint environ 500 000 personnes,. En 2018, l'ONG Save the Children estime que 85 000 enfants sont morts de faim au cours des trois années précédentes,.

## Contexte
Une intervention militaire est lancée en mars 2015 par l’Arabie saoudite, qui dirige une coalition de neuf pays du Moyen-Orient et d’Afrique, afin d’influencer l’issue de la guerre civile yéménite en faveur du gouvernement du président Abdrabbuh Mansur Hadi. L'intervention, baptisée « opération Tempête Décisive », comprend une campagne de bombardements, un blocus naval ainsi que le déploiement de forces terrestres au Yémen. En conséquence, de nombreuses femmes et enfants innocents sont tués, ainsi que des combattants Houthis,.

## Effets et pénurie d'approvisionnement

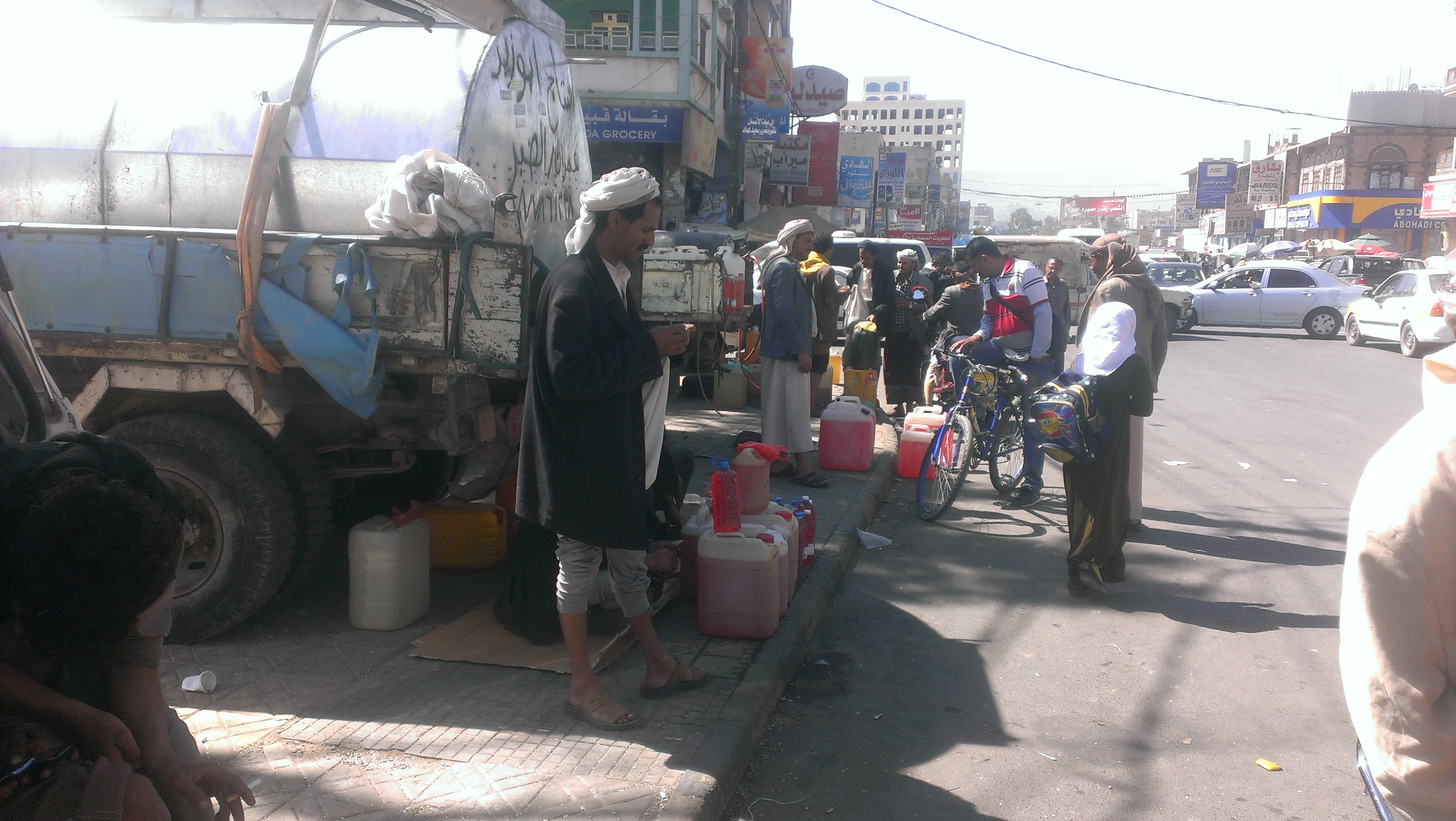
La vente de carburant sur le marché noir est l'un des rares moyens par lesquels les gens peuvent nourrir leur famille alors que d'autres entreprises font faillite à cause de la guerre et des pénuries de carburant au Yémen.

Le blocus provoque une pénurie de fournitures essentielles telles que de la nourriture, de l'eau et des fournitures médicales, amenant l’apparition de maladie qui affecte les enfants en raison du manque d'eau potable.
Un nombre limité de navires humanitaires parviennent à débarquer, mais la majeure partie du transport maritime commercial, dont dépend ce pays désespérément pauvre, est bloquée, créant un état d’urgence pour les Yéménites,. Malgré ses instances, l’Arabie saoudite ne versera aucun des 274 millions de dollars promis pour investir dans l’aide humanitaire,.
L'ONU estime qu'à la fin de 2021, le conflit au Yémen a coûté la vie à plus de 377 000 personnes, dont 60 % sont mortes en raison de problèmes associés au conflit, tels que la famine et les maladies évitables,. En mars 2022, plus de 17 millions de personnes au Yémen connaissent des niveaux élevés d'insécurité alimentaire aiguë.

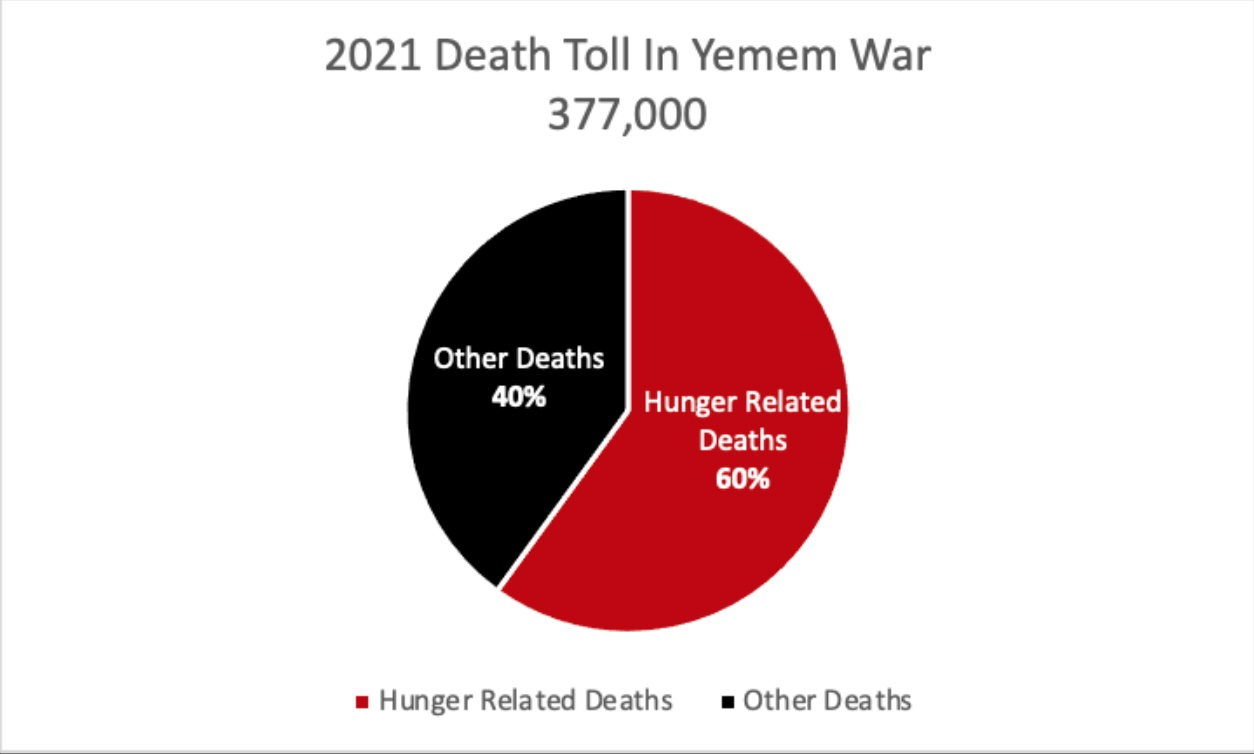
Pourcentage de personnes décédées de faim ou de maladies liées à la faim depuis le début de la guerre au Yémen.

### Impact sur la santé
Selon The Guardian citant des médecins et des organisations humanitaires, le blocus du Yémen par la coalition dirigée par l'Arabie saoudite entraîne une pénurie de fournitures médicales, de nourriture et de carburant. Aditya Sarkar soutient que le blocus et les attaques aériennes militaires résultent d'une tactique de guerre visant à contrôler la nourriture et les citoyens. Le port d'Al-Hodeïda importe 80 % de la nourriture, fournitures médicales et articles nécessaires à la population yéménite. Pour cette raison, la coalition dirigée par l’Arabie Saoudite concentra ses attaques sur ce port.

## Rôle des États-Unis
Les États-Unis soutiennent l’intervention de la coalition arabe dans la guerre et la marine américaine participe activement au blocus naval au début de l’intervention,,. À la mi-2015, Washington accroît son soutien logistique et en matière de renseignement à l’Arabie saoudite en créant une cellule conjointe de planification et de coordination avec l’armée saoudienne pour aider à gérer la guerre,.

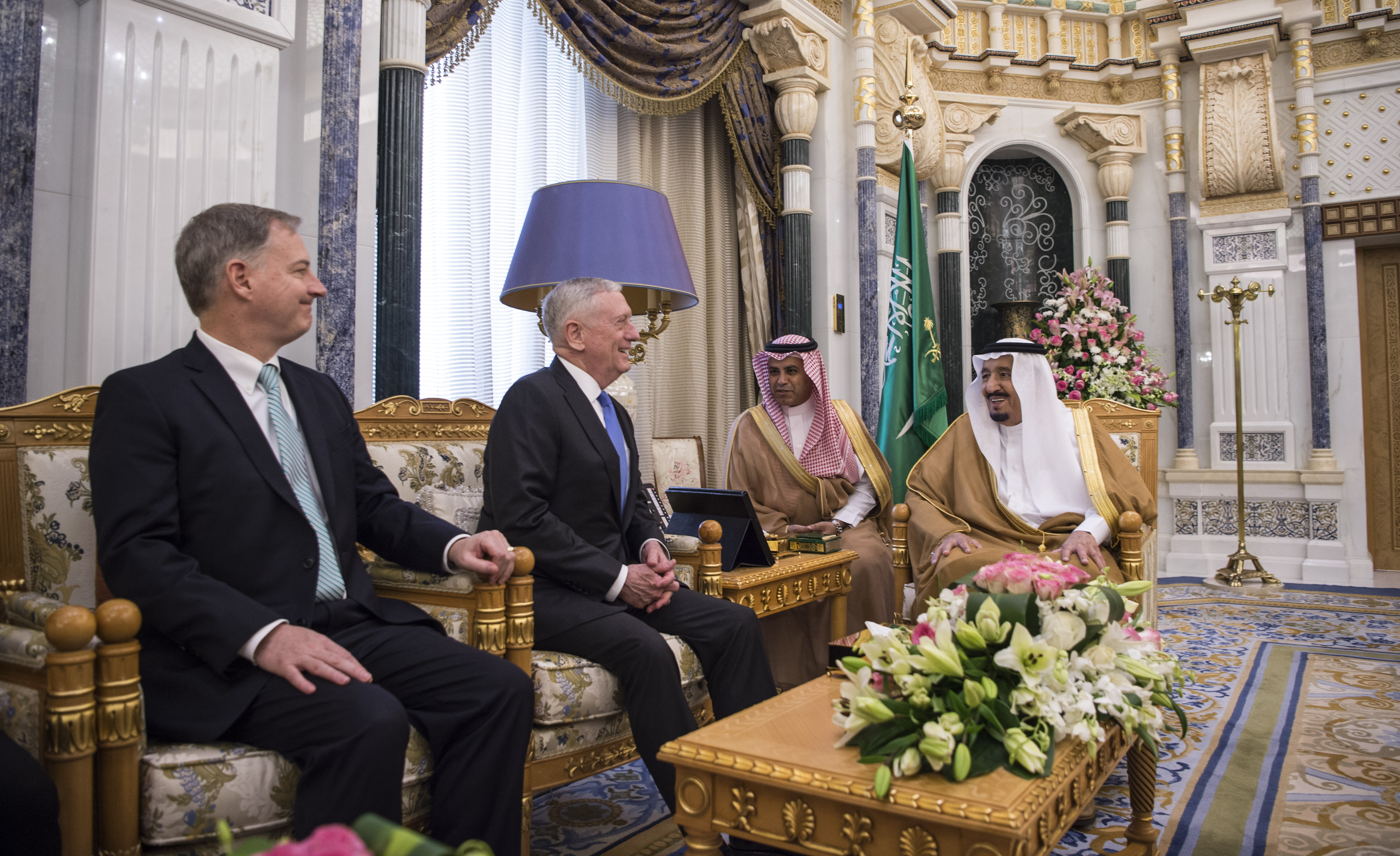
Le secrétaire américain à la Défense James Mattis avec le roi Salmane ben Abdelaziz Al Saoud à Riyad le 19 avril 2017.

Cependant, à la mi-2016, et face aux inquiétudes internationales croissantes concernant certaines des initiatives stratégiques entreprises par l'armée saoudienne dans le conflit, les États-Unis réduisent considérablement leur participation à cette cellule de planification conjointe, réduisant son engagement en personnel à seulement cinq travailleurs américains. L'Arabie saoudite se serait appuyée sur les rapports des services de renseignement américains et les images de surveillance pour sélectionner les cibles de ses frappes aériennes, dont certaines visent des armes et des avions. Les États-Unis déploient des navires de guerre dans la région après le ciblage par des missiles Houthis du HSV-2 Swift exploité par les Émirats arabes unis, ce que certains critiques interprètent comme un renforcement du blocus de la coalition par les États-Unis. Selon des sources iraniennes, il ravitailla des avions saoudiens, envoya des renseignements à l’armée saoudienne et leur réapprovisionna des bombes d’une valeur de plusieurs dizaines de milliards de dollars,.
Le président américain Donald Trump demande à l’Arabie saoudite d’autoriser l’entrée de l’aide humanitaire au Yémen en 2017,. En 2019, le Congrès américain pousse à cesser la vente d’armes à l’Arabie saoudite et aux Émirats arabes unis pour lutter contre la famine au Yémen, mais l’administration Trump opposa finalement son veto à trois reprises.

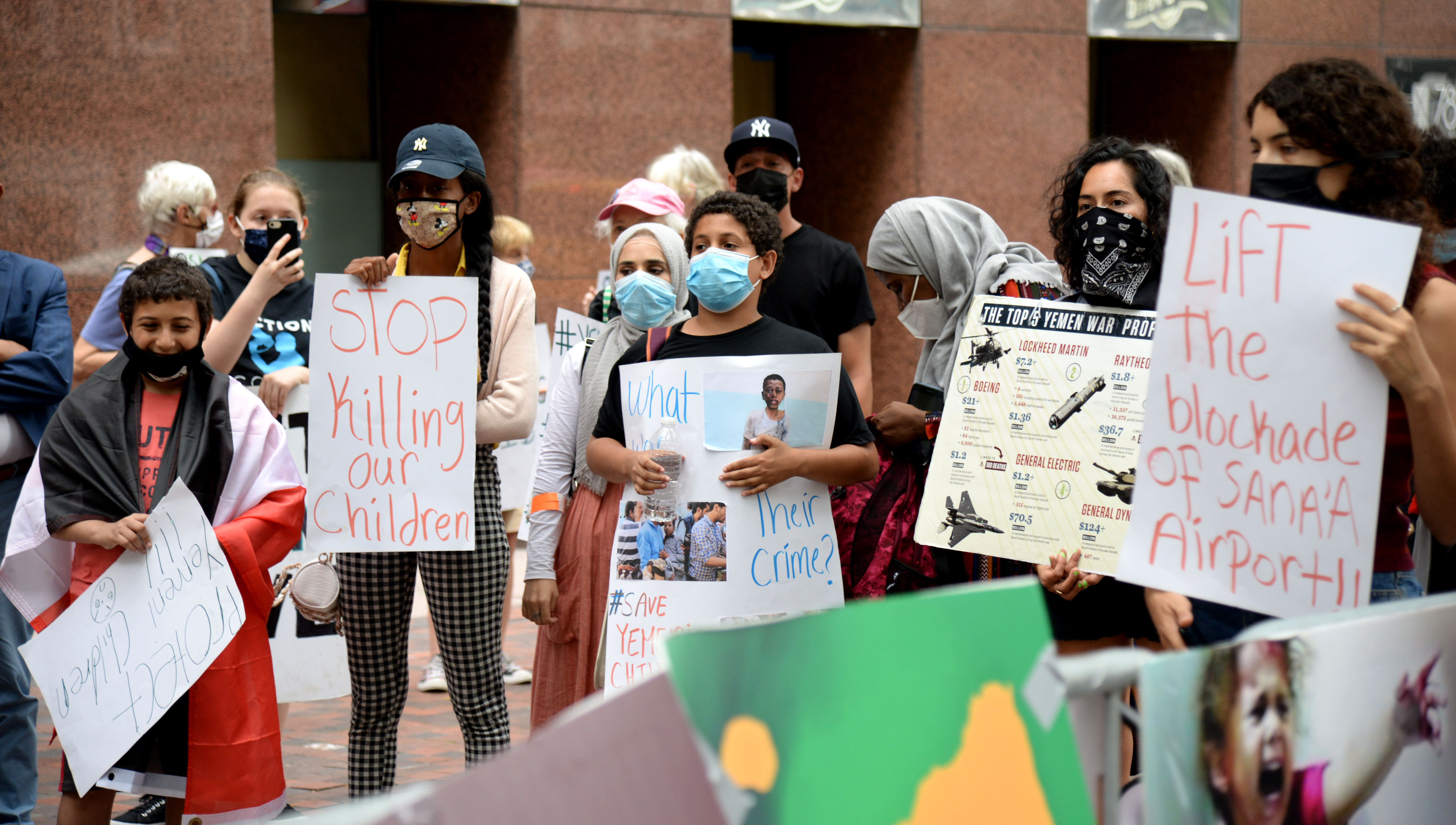
Manifestation contre la guerre au Yémen à New York le 14 août 2020.

Les États-Unis (et le Royaume-Uni) soutiennent cet effort par la vente d’armes et l’assistance technique. Amnesty International exhorte les États-Unis et le Royaume-Uni à cesser de fournir des armes à l'Arabie saoudite et à la coalition dirigée par l'Arabie saoudite,,.
Les États-Unis sont considérés comme un partenaire indirect de l’Arabie saoudite dans la guerre et le blocus du Yémen. Selon un article paru en 2021 dans le Washington Post, la fin du soutien des États-Unis au blocus mené par l'Arabie saoudite contre le Yémen pourrait créer de l'espoir pour des millions de Yéménites. L'article indique que Biden et le Congrès n'ont pris aucune mesure réelle pour mettre fin au soutien à la coalition après avoir déclaré qu'il mettront fin à « tout le soutien américain aux opérations offensives dans la guerre au Yémen, y compris les ventes d'armes concernées ».
En septembre 2019, un rapport d'une équipe d'enquêteurs de l'ONU, commandé par le Conseil des droits de l'homme des Nations unies, affirme que les États-Unis, la Grande-Bretagne et la France sont probablement complices de la guerre au Yémen en raison de la persistance des ventes d'armes et du soutien des renseignements aux Saoudiens et leurs alliés, notamment les Émirats arabes unis. Selon ce rapport, le rôle des Américains dans la guerre au Yémen va au-delà d’un simple soutien en matière de formation, de renseignement et de ventes d’armes (estimés à des milliards de dollars) aux Émirats arabes unis et à l’Arabie saoudite, les plus importants acheteurs d’armes des États-Unis.

## Rôle du Royaume-Uni
Bien que le Royaume-Uni ait appelé l'Arabie saoudite à alléger le siège du Yémen et que le gouvernement britannique lui ait alloué 4 millions de livres d'aide pour répondre aux besoins d'urgence,, le gouvernement britannique a officiellement soutenu la coalition dirigée par l'Arabie saoudite depuis le début du conflit.
En 2015, selon le ministre des Affaires étrangères de l'époque, le député Philip Hammond, les Saoudiens utilisent des avions et des armes de fabrication britannique au Yémen, exposant l'étendue du soutien britannique à l'Arabie saoudite : « Nous disposons d'une infrastructure importante pour soutenir l'armée de l'air saoudienne en général et si l'on nous demande de lui fournir un soutien accru – pièces de rechange, maintenance, conseils techniques, réapprovisionnement – nous chercherons à répondre à cette requête. Nous soutiendrons les Saoudiens par tous les moyens pratiques, excepté la participation direct aux combats».
En 2018, des experts de l’ONU appellent le gouvernement britannique à cesser de fournir à l’Arabie saoudite des bombes destinées à frapper le Yémen,.
Dans un article du Guardian de 2019 intitulant : « Les Saoudiens ne pourront pas y parvenir sans nous : le véritable rôle du Royaume-Uni dans la guerre meurtrière au Yémen », le journaliste Arron Merat explique : « Chaque jour, le Yémen est touché par des bombes britanniques – larguées par des avions britanniques, pilotés par des soldats formés au Royaume-Uni et entretenus et préparés en Arabie Saoudite par des milliers d'entrepreneurs britanniques ».
Merat indique : « La Grande-Bretagne ne se contente pas de fournir des armes pour cette guerre : elle fournit le personnel et l'expertise nécessaires pour poursuivre la guerre. Le gouvernement britannique déploie du personnel de la RAF, notamment des ingénieurs et des formateurs pour pilotes et tireurs saoudiens – tandis qu'un rôle encore plus important est joué par BAE Systems (la plus grande entreprise d'armement britannique), à laquelle le gouvernement sous-traita la fournitures des armes, la maintenance et les travaux d’ingénieries en Arabie Saoudite ».
En 2019, un film documentaire de Channel 4 intitulé : « Britain's Hidden War : Channel 4 Dispatches », un ancien employé de BAE Systems révèle l'incapacité de la force aérienne royale saoudienne à faire voler sa flotte d'avions de combat Typhoon sans le soutien de l'entreprise ; celui-ci explique : « Avec le nombre d'avions dont ils disposent et les exigences opérationnelles, si nous n'étions pas là dans 7 à 14 jours, il n'y aurait pas d'avion dans le ciel ».
Selon le rapport d'experts de l'ONU et des ONG les plus réputées au monde, documentant un schéma constant de violations, le Royaume-Uni est responsable des violations du droit international en tant que principal fournisseur d'armes du régime dirigé par l'Arabie Saoudite.

## Réaction des Nations Unies
Selon l'Agence France-Presse, les Nations unies ont appelé la coalition dirigée par l'Arabie saoudite à lever instantanément/complètement le blocus du Yémen. L'Organisation mondiale de la santé annonce une incidence rapide de la diphtérie dans 13 provinces du Yémen. Cette organisation ajoute également que l'incidence de la diphtérie au Yémen est considérée comme un problème préoccupant. La coalition dirigée par l'Arabie saoudite a bloqué toutes les frontières maritimes, terrestres et aériennes du Yémen après l'attaque de missiles des Houthis sur Riyad le 6 novembre 2017, et n'a pas autorisé l'acheminement de l'aide internationale au peuple yéménite.
Selon les rapports iraniens, environ un million de Yéménites sont touchés par le choléra et plus de 2 200 personnes sont mortes à cause de la maladie. Cela conduit à des protestations contre le blocus, où les Nations unies ont appelé la coalition militaire dirigée par l'Arabie saoudite à lever entièrement son blocus du Yémen, affirmant que jusqu'à 8 millions de personnes sont « au bord de la famine ».

## Blocus maritime

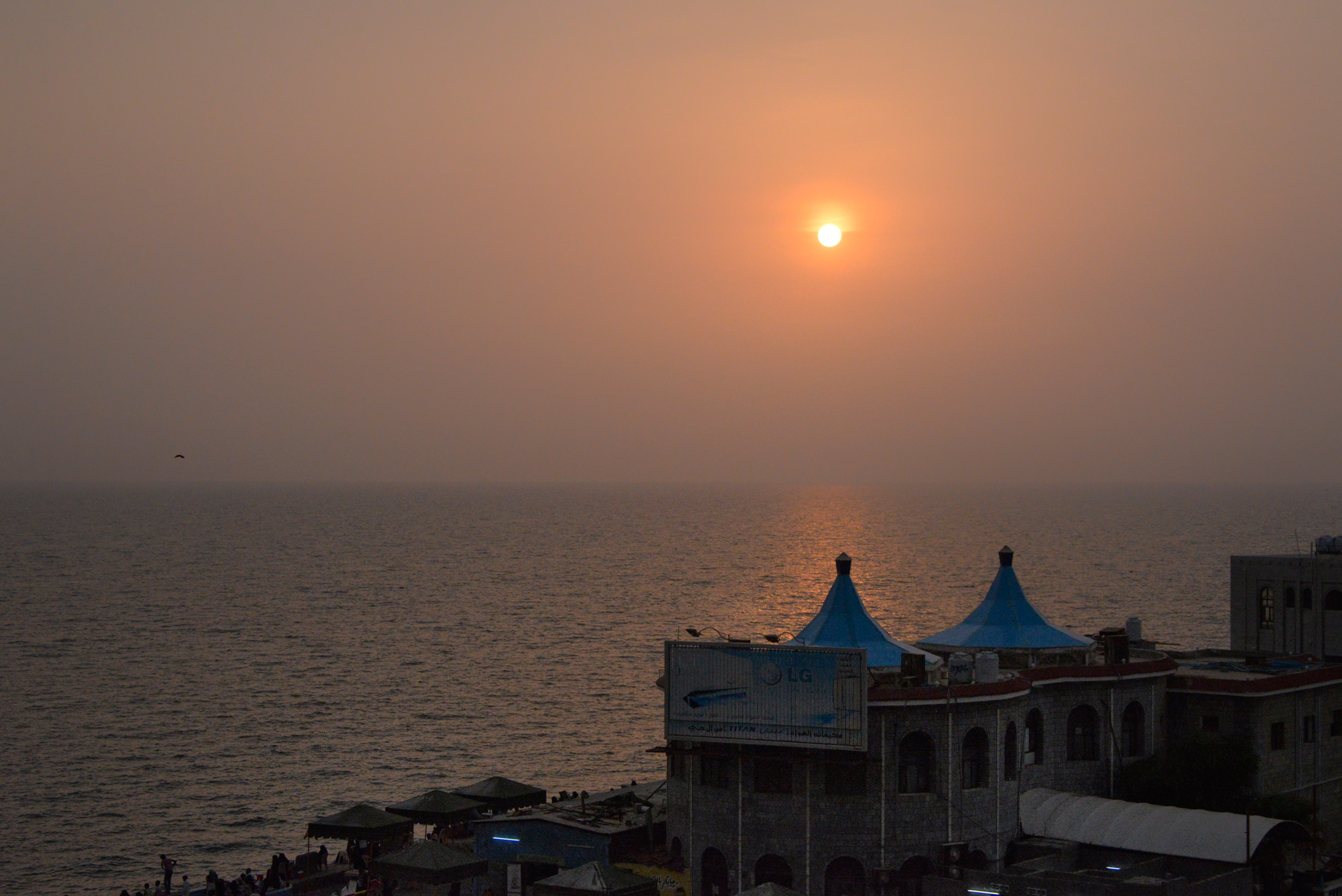
Aucun navire n'atteindra Al-Hodeïda malgré la demande de levage du blocus par l'Arabie saoudite (concernant les fournitures humanitaires/de secours et l'entrée des navires commerciaux).

Bien que l’Arabie saoudite s'engage le 20 décembre 2017 à lever le blocus pour un mois, aucune aide ou aucun commerce n’est signalé au Yémen via le port d’Al-Hodeïda, considéré comme un port clé du pays. Après le tir d'un missile houthis contre la capitale de l'Arabie saoudite le 4 novembre 2017, les Saoudiens ferment l'accès maritime, aérien et terrestre au Yémen. Les responsables saoudiens acceptent de lever le blocus d'Al-Hodeïda pendant un certain temps. Entre-temps, Riyad indique : « le port d'Al-Hodeïda restera ouvert aux fournitures humanitaires et aux secours ainsi qu'à l'entrée des navires commerciaux, y compris les navires de carburant et de nourriture, pendant une période de 30 jours ». Deux semaines plus tard, après la déclaration de l'Arabie Saoudite, le port demeure vide. Aucun navire de secours ni commerçant n’y transite. Selon le directeur du port, le hub maritime n'a traité que deux navires dont les permis s'avéreront anciens.
Le blocus du port a également un impact sur la famine au Yémen ; avant la guerre, les infrastructures d'Al-Hodeïda sont le moyen par lequel le Yémen reçoit 80 % de sa nourriture nécessaire à sa population.

## Réponse des Houthis

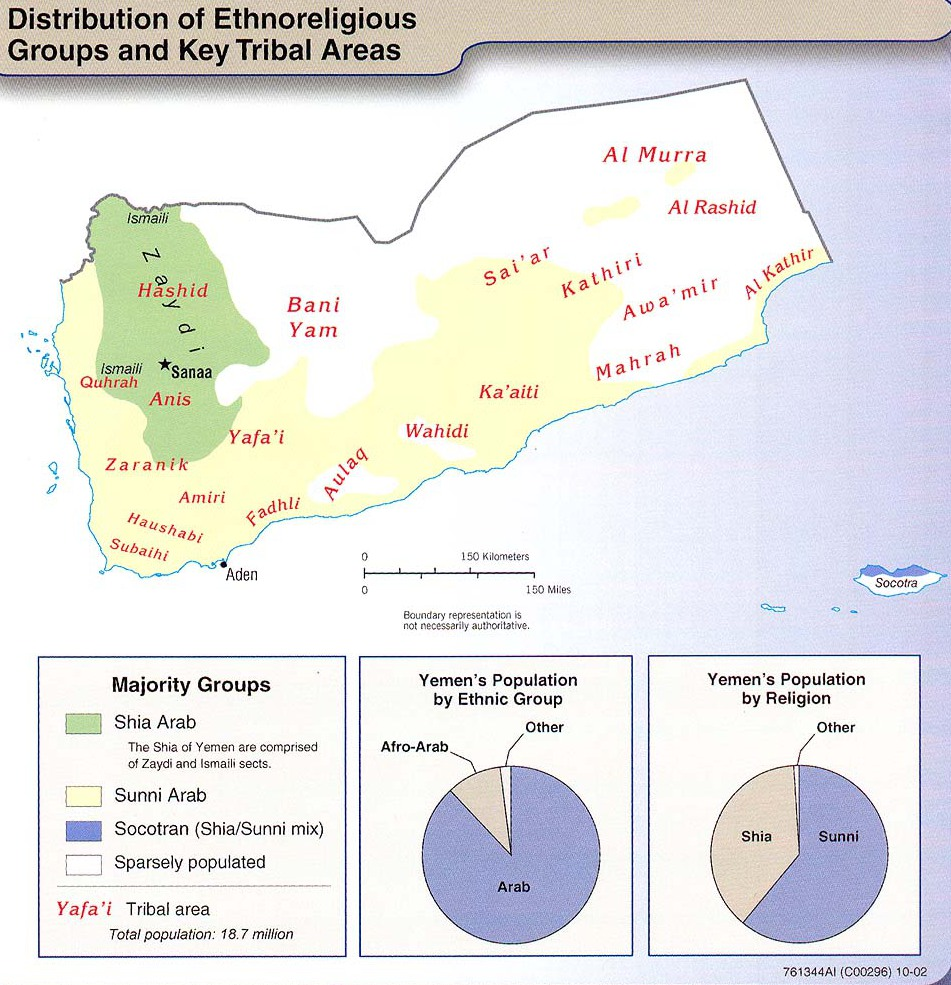
Groupes ethno-religieux en 2002.

Abdul-Malik al-Houthi, en tant que chef du mouvement Ansar Allah (Houthis) du Yémen, promet des attaques en représailles en réaction au blocus. Récemment, al-Houthi protesta contre le « renforcement du blocus » en s’adressant aux partisans des Houthis à la télévision. Depuis, l'Arabie Saoudite impose un blocus sévère sur la quasi-totalité des voies aériennes, maritimes et terrestres du Yémen après le lancement de missiles Scud contre l'aéroport international du roi Khaled (situé à trente-cinq kilomètres au nord de Riyad), en réaction à la campagne de bombardements aériens dévastateurs menée par l'Arabie saoudite sur les Yéménites.
Le chef d'Ansar Allah souligne que l'Arabie saoudite et les Émirats arabes unis sont à portée des missiles ; les drones yéménites commenceront à bombarder les cibles au-dessus de l'Arabie saoudite. Il avertit également les entreprises et les investisseurs présents aux Émirats arabes unis sur les risquent qu'ils courent en restant dans le pays, tout en menaçant « les envahisseurs » sur la nécessité de ne pas commettre d'agression contre Al-Hodeïda s'ils veulent protéger leurs pétroliers.

## Contexte juridique
Selon le droit international du blocus naval, les mesures navales menées par la coalition dirigée par l’Arabie saoudite ne constituent pas un blocus naval au sens juridique du terme. Il semble que ni le droit international de la contrebande ni la résolution n° 2216 du Conseil de sécurité des Nations Unies du 14 avril 2015 ne couvrent les mesures coercitives étendues. En raison de la famine dévastatrice au Yémen et du manque d’approvisionnement en biens essentiels provoqué par les mesures coercitives, les opérations navales au large des côtes du Yémen sont critiquées comme une violation du droit international humanitaire.